# 白幡神社 (船橋市)
白幡神社（しらはたじんじゃ）は千葉県船橋市大神保町にある神社である。

## 概要
大神保の鎮守で、農耕神として祭られたものと考えられる。なお、入口にある庚申塔は昭和初期に移されてきたものと思われる。周辺は深い森に囲まれており、参道は長く暗い。

## 祭神
誉田別尊（応神天皇）

## ギャラリー

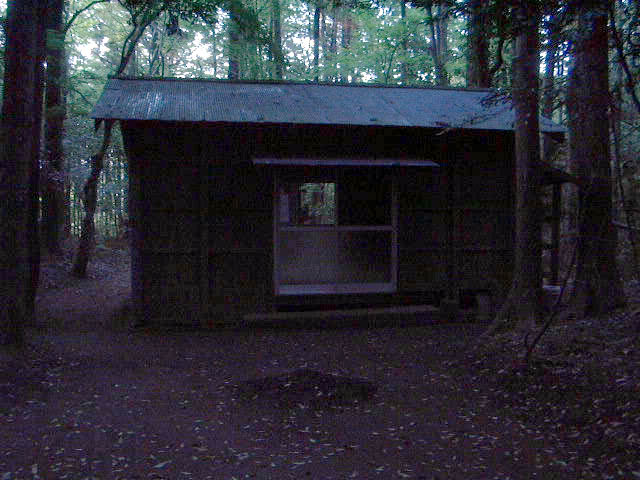
拝殿
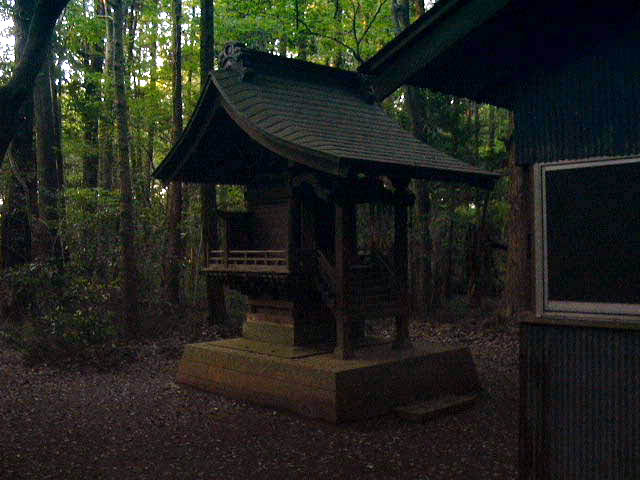
本殿

## 交通
公共機関
総武本線船橋駅北口からバス小室駅、セコメデック病院行乗車、県民の森下車、徒歩20分
北総線小室駅からバスJR船橋駅北口行ほかに乗車、県民の森で下車、徒歩20分
京成松戸線三咲駅からバス小室駅行、豊富農協前行に乗車、県民の森で下車、徒歩20分
その他
- 千葉県立船橋県民の森 第一駐車場下車、徒歩20分
- 千葉県立船橋県民の森 第二駐車場下車、徒歩15分